# Багновець польовий
Багновець польовий (Centronyx bairdii) — вид горобцеподібних птахів родини Passerellidae. Поширений у Північній Америці.

## Назва
Вид названо на честь американського натураліста Спенсера Фуллертона Бейрда (1823-1887).

## Поширення
Цей вид гніздиться в преріях Альберти, Саскачевану та Манітоби (на півдні Канади), а також у Північній і Південній Дакоті, Монтані та Міннесоті (США). Перелітний птах, зимує в Аризоні, Нью-Мексико і Техасі (на півдні США), в Сонорі, Дуранго, Чіуауа і Коауїла (на півночі Мексики).

## Опис
Дорослі особини досягають 13-14 см в довжину. Птах жовтувато-коричневого кольору, зі смугастими спинними частинами та білим черевом. Відрізняється від інших видів свого роду наявністю тонких чорних смуг на грудях і темним тіменем, розділеним охристою смугою. На обличчі жовтуваті смуги з темними на щоках і горлі.

## Спосіб життя
Влітку живляться комахами, а взимку переважно насінням.